# سمك المياه العذبة الفأسي
سمك المياه العذبة الفأسي (بالإنجليزية: freshwater hatchetfishes) تنتمي لفصيلة (Gasteropelecidae) الخاصة بالأسماك شعاعية الزعانف. وسمكة الرأس المعروفة هي الأكثر شهرة بين هواة تربية الأسماك. وتتضمن هذه الفصيلة ثلاثة أجناس: Carnegiella (4 أنواع) وGasteropelecus (3 أنواع) وThoracocharax (نوعان).

## التوزيع والموطن
يرجع أصل نشأة أسماك الرأس التي تعيش في الماء العذب إلى بنما وأمريكا الجنوبية (على الرغم من عدم وجودها في شيلي). وهي تميل إلى أن تكون سمكة طبقة عليا، بسباحتها غالبًا تحت سطح الماء مباشرةً.

## السباحة
أكثر السمات وضوحًا لسمك المياه العذبة الفأسي قدرتها على الطيران أو القفز من الماء إلى الهواء وتصل في الغالب إلى 3متر (10 اقدام) وتساعدها زعانفها الصدرية الكبيرة التي ترفرف في الهواءوعضلات متصلة «قوية بشكل غير طبيعي» والتي «تساوي حتي 1/4 الوزن الكلي للجسم». وتسمح «خفقات سريعة من الزعانف الصدرية» لسمكة الرأس «برفع أنصاف جسمها خارج المياه والتزحلق على طول السطح... وتتمكن بعض الأنواع من مغادرة المياه لفترات قصيرة» بسبب هذه القدرة على الطيران والميل إلى القفز، المربيات المائية المعتادة على إيواء أسماك الفأس يجب أن يكون لها غطاء مقفول جيدًا لمنع هذه الأسماء من الهروب.

## الأجناس
هناك ثلاثة أجناس في هذه الفصيلة:
- جنس Carnegiella
- جنس Gasteropelecus
- جنس Thoracocharax

## كتابات أخرى
- (بالfr+en) مرجع نظام المعلومات التصنيفية المتكامل (ITIS) : TSN {{{1}}}
- Froese, Rainer, and Daniel Pauly, eds. (2011). "Gasteropelecidae" in قاعدة الأسماك. October 2011 version.
- Nelson, Joseph S. (2006). Fishes of the World. John Wiley & Sons, Inc. ISBN 0-471-25031-7